# HD 127624
HD 127624，又名CD-3011519，SAO 205681、HR 5428，是一颗恒星，视星等为6.09，位于銀經327.47，銀緯27.27，其B1900.0坐标为赤經14h 27m 13.9s，赤緯-30° 27.27′ 21″。